# 보잉 KC-46 페가수스
KC-46 페가수스는 보잉에서 만들고 미국 공군이 도입하고 있는 공중급유기다. KC-135를 대체하여 미국 공군의 전략 공중급유기가 될 것이다.

## 역사
보잉 KC-135 스트래토탱커는 1957년 미국 공군이 처음 사용한 이후, 50년 넘게 현역으로 계속 사용하고 있는 6개의 고정익 항공기 중 하나이다. 전 세계 항공기 중 50년 넘게 현역으로 사용하고 있는 항공기는 KC-135를 포함해서 투폴레프 Tu-95, C-130 허큘리스, B-52 스트래토포트리스, 잉글리시 일렉트릭 캔버라 그리고 록히드 U-2 이렇게 6개뿐이다.
항공기 기술이 발달하여 KC-135의 엔진 4개가 엔진 2개인 보잉 KC-46 페가수스로 업그레이드 되었다. 예전엔 엔진 4개가 있어야만 태평양을 횡단할 수 있었다. 하나가 고장나도 엔진 3개로 비행이 가능했다. 이제는 엔진 2개 중 하나로 태평양 횡단이 가능해졌다.
2019년 4월 29일, 미국 국방부는 미국 공군이 보잉과 57달러(6조원) 규모의 차세대 공중급유수송기 KC-46 페가수스에 대한 불확정 인도·불확정 수량(IDIQ) 계약을 체결했다고 발표했다. 현재 미국 국방부 장관 대행은 현직 보잉 수석 부사장에서 미국 국방부 부장관으로 임명된 패트릭 샤나한이다. 섀너핸 장관 대행은 트럼프 정부 입각 전 보잉에서 30년동안 일했었다.

## 각국의 공중급유기 도입

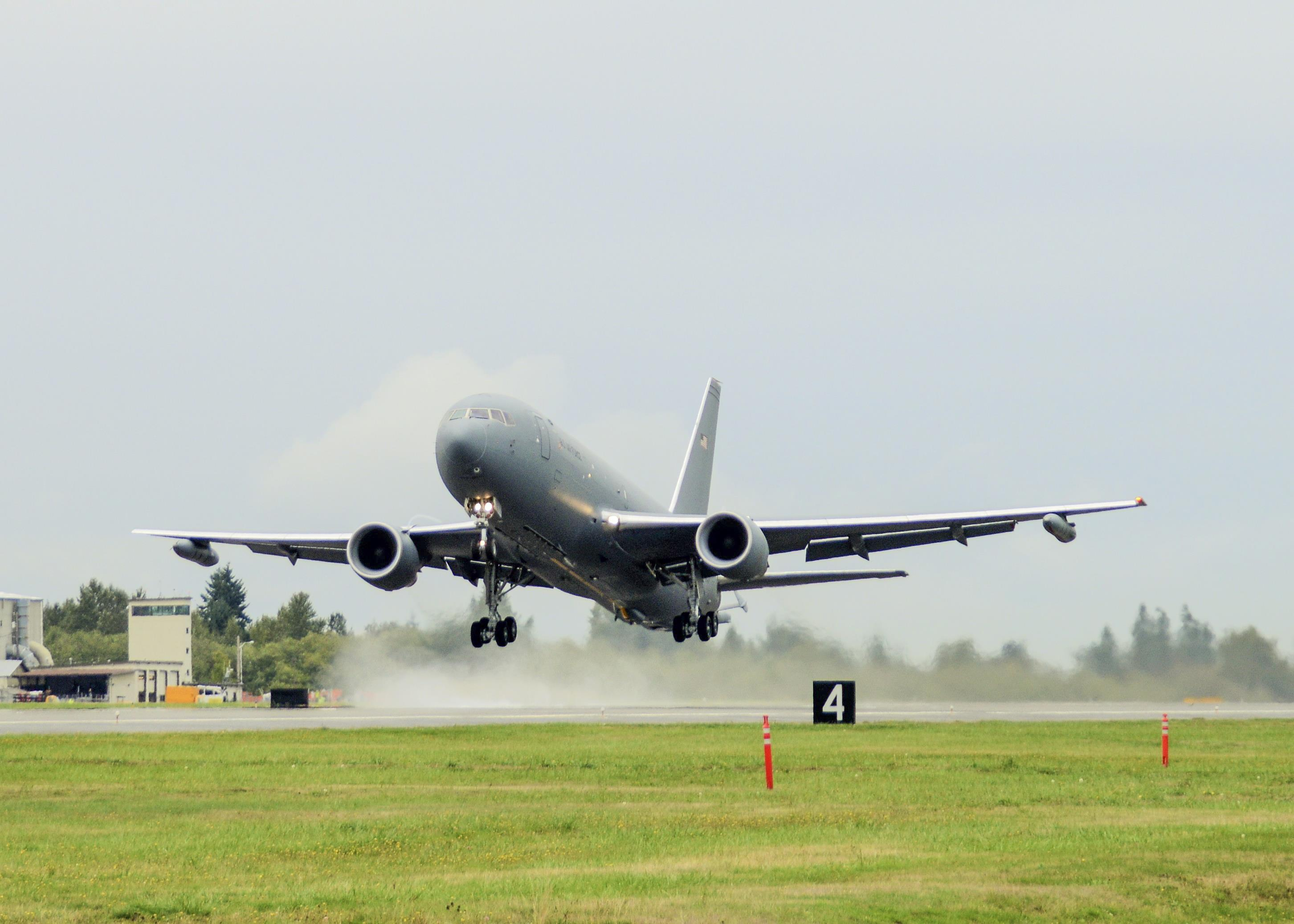
이륙하는 모습이다.

### 미국의 공중급유기 도입 사업
미 공군은 50년 가까이 KC-135 체제를 유지해왔다. 1950년대에 개발된 KC-135 기종은 낡았지만 아직도 미 공군의 공중급유기의 8할 이상을 차지할 정도로 큰 비중을 차지하고 있다. 결국 미국은 막대한 돈을 들여 현 KC-135 체제를 변혁하기 위해 차기 공중급유기를 개발했다.

### 대한민국의 KC-X 사업
대한민국은 차기 공중급유기 사업을 벌였다. 후보 기종은 유럽의 A330 MRTT 기종과 미국의 KC-46 기종 두가지였다. 유럽은 장점으로 거대한 체격과 더 많은 급유량과 수송능력. 미국은 장점으로 미국제로 이루어진 한국 공군의 환경에 호환성이 있었다. 결국 유럽 기종으로 선정되어 KC-46 기종은 탈락됐다. 2018년부터 4대의 A330 MRTT 기종이 한국 공군에 도입되었다.

## 주문국
- 미국
- 일본

## 제원
- 승무원: 3 (조종사 2명, 급유 1명)
- 인적 운송량: 사람 114명분의 좌석.
- 탑재량: 65,000 lb (29,500 kg)
- 길이: 165 ft 6 in (50.5 m)
- 날개길이: 157 ft 8 in (48.1 m)
- 높이: 52 ft 1 in (15.9 m)
- 공허 중량: 181,610 lb (82,377 kg)
- 최대 탑재량: 415,000 lb (188,240 kg)
- 엔진: 2 × 프랫 & 휘트니 PW4062 터보팬, 63,300 lbf (282 kN) 각각
- 최고 속도: 마하 0.86 (650 mph, 1046 km/h)
- 순항 속도: 마하 0.80 (530 mph, 851 km/h)
- 항속 거리: 6,385 nmi (12,200 km)
- 비행 고도: 40,100 ft (12,200 m)

## 같이 보기
- 보잉 767
- 보잉 E-767
- 보잉 KC-767
- 에어버스 A310 MRTT
- 에어버스 A330 MRTT
- 보잉 KC-135 스트래토탱커
- KC-10 익스텐더